# شاه سلطان (ابنة سليم الثاني)
شاه سلطان (بالتركية الحديثة: Şah Sultan) ـ (نحو 1544 ـ 1602) هي ابنة السلطان العثماني سليم الثاني من زوجته نوربانو سلطان، وأخت السلطان مراد الثالث وعمة السلطان محمد الثالث.